# یژوو (شهرستان شفیچه)
یژوو (به لاتین: Jeżewo) یک روستا در لهستان است که در Gmina Jeżewo واقع شده‌است. یژوو ۱٬۷۵۳ نفر جمعیت دارد.